# كوركوبيون
بلدية كوركوبيون (بالإسبانية: Corcubión)‏، هي إحدى بلديات مقاطعة لا كرونيا إحدى مقاطعات إسبانيا، و التي تقع في منطقة جليقية شمال غرب إسبانيا.
يبلغ عدد سكانها 2.002 نسمة وفقاً لإحصائية سنة (2002).

## أعلام
- رامون بولو